# La calda notte dell'ispettore Tibbs
La calda notte dell'ispettore Tibbs (In the Heat of the Night) è un film del 1967 diretto da Norman Jewison, con Sidney Poitier e Rod Steiger. È basato sull'omonimo romanzo di John Ball (1965).
Nel 2002 è stato scelto per la conservazione nel National Film Registry della Biblioteca del Congresso degli Stati Uniti. Nel 2007 l'American Film Institute l'ha inserito al 75º posto della classifica dei 100 migliori film americani di tutti i tempi (nella classifica originaria del 1998 non era presente).

## Trama
Sparta, piccola cittadina dello Stato del Mississippi, nel profondo Sud degli Stati Uniti. L'agente Sam Wood, durante un normale giro di ispezione, rinviene il cadavere di Mr. Colbert, un industriale del nord degli USA intenzionato ad investire nel luogo. Il capo della polizia locale Bill Gillespie gli ordina di perlustrare la cittadina alla ricerca di tipi sospetti.
Poco dopo Wood conduce alla centrale di polizia un uomo di colore trovato nella sala d'aspetto della stazione ferroviaria che leggeva un libro; l'uomo ha nel portafogli una quantità di denaro inusuale per un nero, secondo il metro di misura locale. Gillespie accusa esplicitamente l'uomo dell'omicidio, salvo scoprire che si tratta dell'ispettore Virgil Tibbs, uno dei migliori elementi della squadra omicidi di Filadelfia. Tibbs non apprezza affatto il trattamento razzista di Gillespie, e non vede l'ora di andarsene, ma il suo capo, al telefono, gli ingiunge di dare una mano all'inesperta polizia locale. Gillespie, dapprima restio ad accettare l'aiuto dell'uomo, gli chiede poi di esaminare il cadavere.
Mentre Tibbs è intento ad analizzare il corpo, Gillespie e i suoi uomini catturano un nuovo presunto colpevole, tale Harvey Oberst, che è trovato in possesso del portafoglio di Colbert. Al mattino in centrale irrompe Gillespie dichiarando il caso chiuso, e chiedendo a Tibbs di lasciare la città, visto che il suo aiuto non è più richiesto. Tibbs è invece convinto del contrario, dato che le sue analisi dimostrano che l'omicida è destrimane, mentre Oberst è mancino. Gillespie, infuriato anche dal fatto che il detective non voglia consegnargli i risultati dell'autopsia, lo fa rinchiudere in cella con Oberst, dove constata che l'uomo ha un alibi per l'ora della morte. Tibbs dopo poco viene rilasciato e invitato nuovamente ad andarsene.
Gillespie si reca poi dal sindaco, che lo convince ad avvalersi dell'abilità del poliziotto di colore perché potrebbe solo aiutare le indagini, ma non averne il merito finale, e anche perché la signora Colbert ha minacciato di non far costruire la fabbrica già prevista dal marito se Tibbs non si fosse occupato dell'indagine. A malincuore Gillespie si reca alla stazione e riesce a convincere Tibbs a rimanere, facendo leva sulla prospettiva di dare una lezione morale al razzismo di Sparta e sul fatto che la fabbrica porterebbe posti di lavoro anche per i neri.
Alcune tracce di una felce nell'automobile di Colbert convincono Tibbs a fare visita a Eric Endicott, coltivatore di cotone, uomo retrogrado e razzista, nonché principale antagonista di Colbert. Quando Endicott si rende conto del motivo delle domande di Tibbs lo schiaffeggia, venendone ricambiato. Usciti dalla villa Gillespie cerca di convincere Tibbs ad andarsene dalla città, preoccupato delle possibili ritorsioni degli abitanti del paese, e infatti poco dopo lo salva da un'aggressione da parte di alcuni uomini.
Le indagini proseguono fino a quando Gillespie arresta il suo subalterno Wood con l'accusa di essere l'omicida, dopo aver scoperto che l'uomo la sera precedente ha versato in banca 600 dollari. Contemporaneamente arriva in centrale Purdy, fratello di Delores, ragazza sedicenne famosa nella cittadina perché ama farsi vedere nuda alla finestra. Delores racconta di essere stata messa incinta da Wood. L'episodio fa balenare la soluzione del caso nella mente di Tibbs, che in un drammatico finale riesce a scoprire che il responsabile della gravidanza e dell'uccisione di Colbert per rubargli i soldi necessari all'aborto è il nevrotico e razzista barista Ralph.
Chiuso il caso Tibbs se ne torna a Filadelfia; alla stazione a salutarlo c'è Gillespie: nonostante gli attriti iniziali, tra i due ora è nato rispetto reciproco e amicizia.

## Riconoscimenti
- 1968 - Premio Oscar
  - Miglior film a Walter Mirisch
  - Miglior attore protagonista a Rod Steiger
  - Migliore sceneggiatura non originale a Stirling Silliphant
  - Miglior montaggio a Hal Ashby
  - Miglior sonoro alla Samuel Godwyn SSD
  - Candidatura Migliore regia a Norman Jewison
  - Candidatura Miglior montaggio sonoro a James Richard
- 1968 - Golden Globe
  - Miglior film drammatico
  - Miglior attore in un film drammatico a Rod Steiger
  - Migliore sceneggiatura a Stirling Silliphant
  - Candidatura Migliore regia a Norman Jewison
  - Candidatura Miglior attore in un film drammatico a Sidney Poitier
  - Candidatura Miglior attrice non protagonista a Quentin Dean
  - Candidatura Miglior attrice non protagonista a Lee Grant
- 1967 - Premio BAFTA
  - Miglior attore straniero a Rod Steiger
  - BAFTA speciale a Norman Jewison
  - Candidatura Miglior film a Norman Jewison
  - Candidatura Miglior attore straniero a Sidney Poitier
- 1967 - Kansas City Film Critics Circle Award
  - Miglior attore protagonista a Rod Steiger

- 1967 - New York Film Critics Circle Award
  - Miglior film
  - Miglior attore protagonista a Rod Steiger
- 1968 - American Cinema Editors
  - Candidatura Miglior montaggio a Hal Ashby
- 1968 - Directors Guild of America
  - Candidatura Migliore regia a Norman Jewison
- 1968 - Edgar Award
  - Migliore sceneggiatura a Stirling Silliphant
- 1968 - Grammy Award
  - Candidatura Miglior colonna sonora a Quincy Jones
- 1968 - Laurel Award
  - Miglior film
  - Miglior performance maschile a Rod Steiger
  - Candidatura Miglior performance maschile a Sidney Poitier
- 1968 - National Society of Film Critics Award
  - Miglior attore protagonista a Rod Steiger
  - Migliore fotografia a Haskell Wexler
- 1969 - Sant Jordi Award
  - Miglior film straniero a Norman Jewison
  - Miglior attore protagonista a Rod Steiger
- 1968 - Writers Guild of America
  - Candidatura Migliore sceneggiatura a Stirling Silliphant

### AFI's 100 Years
Una battuta del film ("Mi chiamano SIGNOR Tibbs!", "They call me Mister Tibbs!" in lingua originale) è stata inserita nel 2005 nella lista delle 100 migliori citazioni cinematografiche di tutti i tempi stilata dall'American Film Institute, nella quale figura al 16º posto. Il film compare inoltre al 21º posto della lista, sempre stilata dall'AFI, dei 100 film da applausi.

## Brani musicali non originali
È inserita nella colonna sonora la canzone Foul Owl on the Prowl di Boomer & Travis.

## Sequel cinematografici e TV
Il film fu seguito da ben due sequel: They Call Me MISTER Tibbs! (titolo italiano: Omicidio al neon per l'ispettore Tibbs) del 1970 e The Organization (titolo italiano: L'organizzazione sfida l'ispettore Tibbs) del 1971.
Fu in seguito tratto un serial tv: In the Heat of the Night, trasmesso in Italia con il titolo L'ispettore Tibbs.